# Sphinx des Bucegi

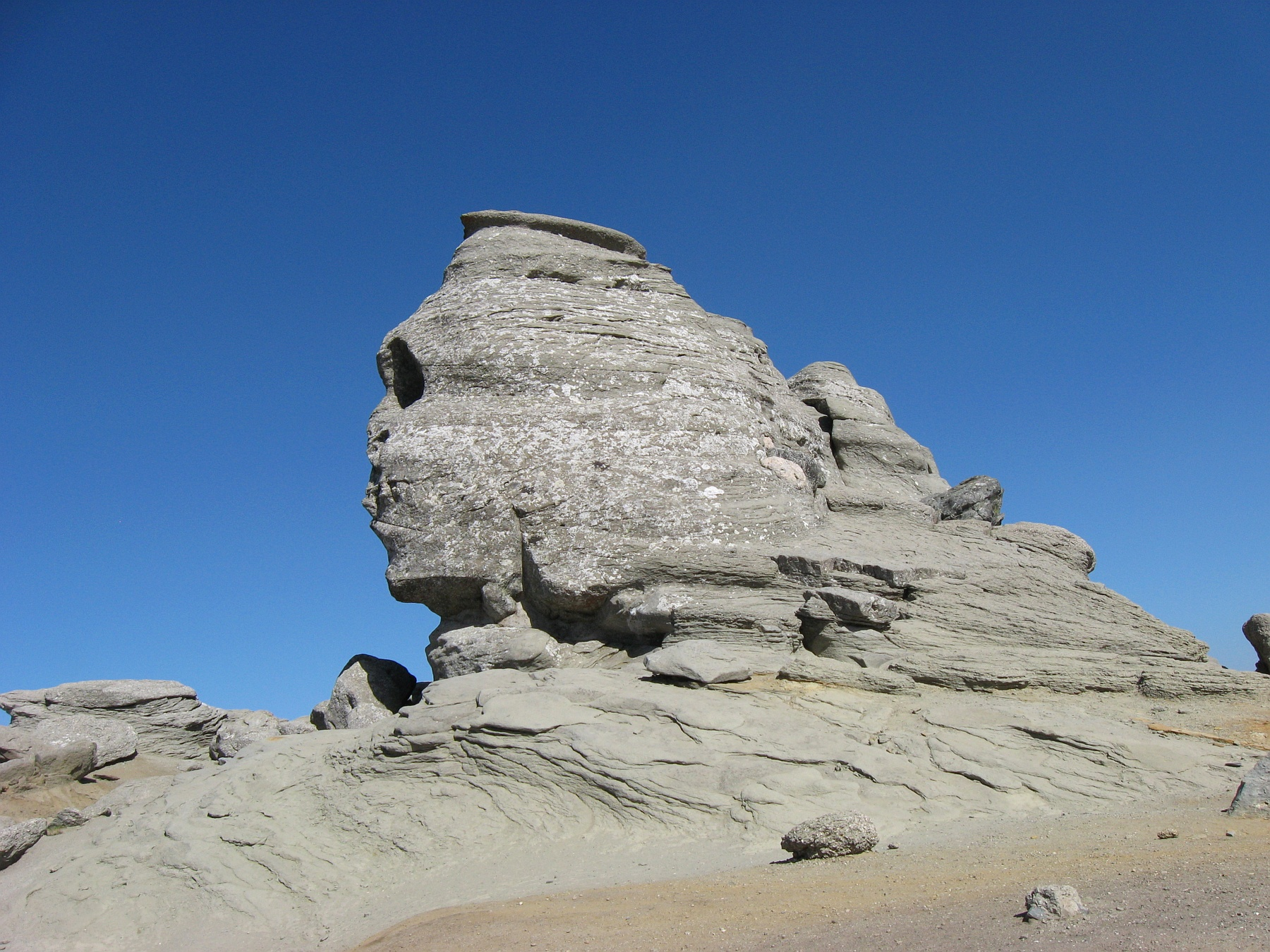
Le "sphinx" des monts Bucegi

Le Sphinx des Bucegi est un rocher en forme de tête humaine qui rappelle, sous certains angles, la tête du Sphinx de Gizeh. Le Sphinx des Bucegi est situé au nord des monts Bucegi, dans les Carpates. La ville la plus proche du site est Bușteni, elle-même située à 135 kilomètres au nord de Bucarest. Cette sculpture naturelle est une curiosité locale et une attraction touristique.

## Création
Deux hypothèses pourraient expliquer l’origine du Sphinx des Bucegi.
La première hypothèse est que le Sphinx est un phénomène naturel identique aux Babele, assez proches. Placé au sommet d'une montagne à environ 2 200 mètres, les traits ont été taillés par l'action du vent, de la pluie, du dégel et du gel.
La seconde hypothèse est que le Sphinx serait l'œuvre des Hommes, plus précisément des Daces, soit pour représenter l'une de leurs divinités (Gabeleisos, Zalmoxis), soit pour commémorer leur guerre victorieuse contre l'armée romaine à l’époque de Domitien en 89 apr. J.-C. Il est tout à fait possible que les deux hypothèses soient justes, si le sphinx est une formation naturelle utilisée par les Daces comme lieu de culte ou de mémoire.

## Légende du Sphinx de Bucegi

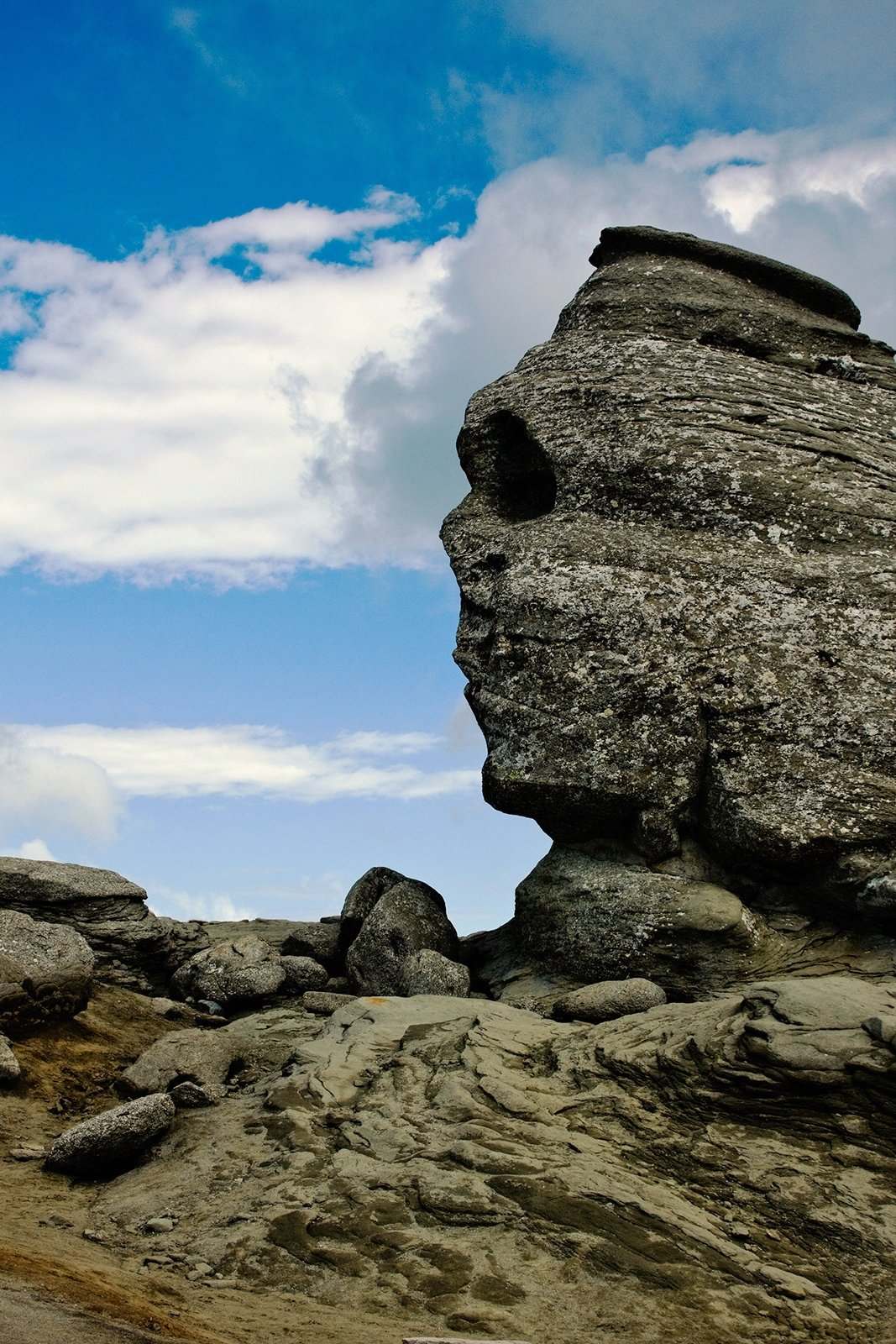
Autre vue du "sphinx" des Bucegi

Rapportée par Hérodote, la légende antique évoque une montagne nommée Kogaionon c'est-à-dire « montagne sacrée », qui pourrait être le Sphinx. Kogaionon serait l'endroit où aurait vécu Zalmoxis, un prophète des Daces. La légende dit que Zalmoxis aurait vécu en ermite pendant trois longues années dans une grotte avant de réapparaître, or les monts Bucegi, calcaires, sont justement riches en grottes.